# Amado Nervo
Amado Nervo, nom de plume de Juan Crisóstomo Ruiz, né le 27 août 1870 à Tepic et mort le 24 mai 1919 à Montevideo, est un poète et écrivain mexicain appartenant au mouvement moderniste (mouvement poétique dans les pays de langue espagnole). Il a été membre correspondant de l'Academia Mexicana, il ne pouvait pas être membre à part entière car il résidait à l'étranger à cause de ses fonctions de diplomate et d'ambassadeur.

## Biographie
Amado Nervo fait ses études dans l'état de Michoacán. Il étudie les sciences, la philosophie et le droit dans un séminaire (ce qui a pu influencer le mysticisme de son œuvre). Il part pour travailler dans un bureau d'avocat à Mazatlán, et commence à écrire des articles pour un journal.
En 1894, il poursuit sa carrière à Mexico, et se fait connaître en écrivant dans la revue d’Azul de Manuel Gutiérrez Nájera, par laquelle il rencontre plusieurs auteurs mexicains et étrangers comme Rubén Darío. Il devient connu avec la publication de son premier roman, El bachiller (1895) et de ses recueils de poèmes Perlas negras et Místicas (1898).
En 1900, il voyage à Paris, comme envoyé spécial du journal El Imparcial à l'Exposition universelle de 1900. Il y rencontre Catulle Mendès, Jean Moréas, et Oscar Wilde. Il y rencontre aussi le grand amour de sa vie, Ana Cecilia Luisa Daillez, dont la mort prématurée en 1912 lui inspirera les poèmes de La Amada Inmóvil (publication posthume en 1922).
Il voyage en Europe et écrit plusieurs livres : Poemas (1901), El éxodo y las flores del camino, Lira heroica (1902), Las voces (1904) et Jardines interiores (1905).
Vers 1905, il devient secrétaire de l'ambassade du Mexique à Madrid. Il se lie d'amitié avec le directeur de la revue Ateneo, Mariano Miguel de Val, pour qui il écrit des articles. Il continue de publier des livres, comme la biographie Juana de Asbaje (1910), les recueils de poèmes En voz baja (1909), Serenidad (1915), Elevación (1917) ainsi que La amada inmóvil (posthume), et en prose Ellos, (1912), Mis filosofías et Plenitud (1918). En 1909, il traduit et commente le Manifeste du futurisme de Marinetti.
En 1914, la Révolution mexicaine interrompt le service diplomatique et Nervo retombe dans la pauvreté. Il retourne au Mexique en 1918, et il est envoyé comme ministre plénipotentiaire en Argentine et en Uruguay.
Amado Nervo meurt à Montevideo le 24 mai 1919, à 48 ans. Il est enterré dans la Rotonde des Personnes illustres le 14 novembre 1919.

## Œuvres
- El bachiller, roman (1895).
- Perlas negras, poésie (1896).
- Místicas, poésie (1898).
- Poemas publié à Paris (1901).
- El éxodo y las flores del camino, poésie (1902).
- Lira heroica, poésie (1902).
- Los jardines interiores, poésie (1905).
- Almas que pasan, prose (1906).
- En voz baja, poésie (1909).
- Ellos, prose.
- Juana de Asbaje, essai, biographie de Sor Juana Inés de la Cruz (1910).
- Serenidad, poésie (1912).
- Mis filosofías, esai (1912).
- Elevación, poésie (1916).
- El diablo desinteresado, roman (1916).
- Plenitud, poésie (1918).
- El estanque de los lotos, poésie (1919).
- El arquero divino, poésie, posthume (1919).
- Los balcones, roman (1922).
- La amada inmóvil, poésie, publication posthume (1922).
- Gratia plena
- La raza de bronce
- Éxtasis